# 藏榄
藏榄（学名：Diploknema butyracea）为山榄科藏榄属下的一个种。